# Lessines
Lessines (neerlandês: Lessen  e en valão : Lissene)  é uma cidade e um município da Bélgica localizado no distrito de Soignies, província de Hainaut, região da Valónia.

## Personalidades
- René Magritte (1898-1967):  artista surrealista belga, nasceu em Lessines